# 汉斯-格奥尔格·拜尔
汉斯-格奥尔格·拜尔（德語：Hans-Georg Beyer，1956年9月3日—），德国男子手球运动员。他曾代表东德参加1980年夏季奥林匹克运动会手球比赛，获得一枚金牌，他在比赛期间共贡献14粒进球。